# Шатоха, Светлана Васильевна
Светлана Васильевна Шатоха (4 апреля 1924 — 12 сентября 2017) — передовик советской текстильной промышленности, швея-мотористка Днепропетровской швейной фабрики имени Володарского Министерства лёгкой промышленности Украинской ССР, Герой Социалистического Труда (1971).

## Биография
Родилась в 1924 году в городе Одессе в русской семье. Её отец после завершения обучения в институте был направлен на работы в город Днепропетровск, вместе с ним переехала вся семья. 
В 1940 году завершила обучение в 8 классе школы №5 и окончила обучение на курсах бухгалтеров. В мае 1941 года трудоустроилась счетоводом расчётного отдела Днепропетровского коксохимического заводи имени Калинина. В августе 1941 года завод был эвакуирован, а Светлану сократили. Она осталась в городе и находилась на оккупированной территории до 1943 года.
После освобождения, вновь вернулась на завод и работала табельщицей, паспортисткой, в отделе кадров. С 1951 по 1955 годы временно не работала. В 1955 году трудоустроилась на швейную фабрику имени Володарского. Стала трудиться швеёй-мотористкой. Полностью овладела профессией и стала добиваться высоких производственных результатов.   
«За выдающиеся успехи в досрочном выполнении заданий пятилетнего плана и большой творческий вклад в развитие производства тканей, трикотажа, обуви, швейных изделий и другой продукции лёгкой промышленности», указом Президиума Верховного Совета СССР от 5 апреля 1971 года Светлане Васильевне Шатохе было присвоено звание Героя Социалистического Труда с вручением ордена Ленина и медали «Серп и Молот».
Продолжала работать на фабрике, позже перешла трудиться прессовщицей, а затем до выхода на заслуженный отдых работала инструктором производственного обучения. Без отрыва от производства завершила обучение в Днепропетровском политехническом техникуме. В 1983 году вышла на пенсию. 
В 1981 году была избрана делегатом XXVI съезда КПСС.  
Проживала в городе Днепропетровске (Днепр с 2016 год). Умерла 12 сентября 2017 года.  

## Награды
За трудовые успехи была удостоена:
- золотая звезда «Серп и Молот» (05.04.1971);
- орден Ленина (05.04.1971);
- Орден Трудового Красного Знамени (09.06.1966);
- Юбилейная медаль «20 лет независимости Украины» (19 августа 2011 года) — за значительный личный вклад в социально-экономическое, научно-техническое и культурно-образовательное развитие Украинского государства, весомые трудовые достижения и многолетний добросовестный труд[2];
- другие медали.